# Albert Nyberg

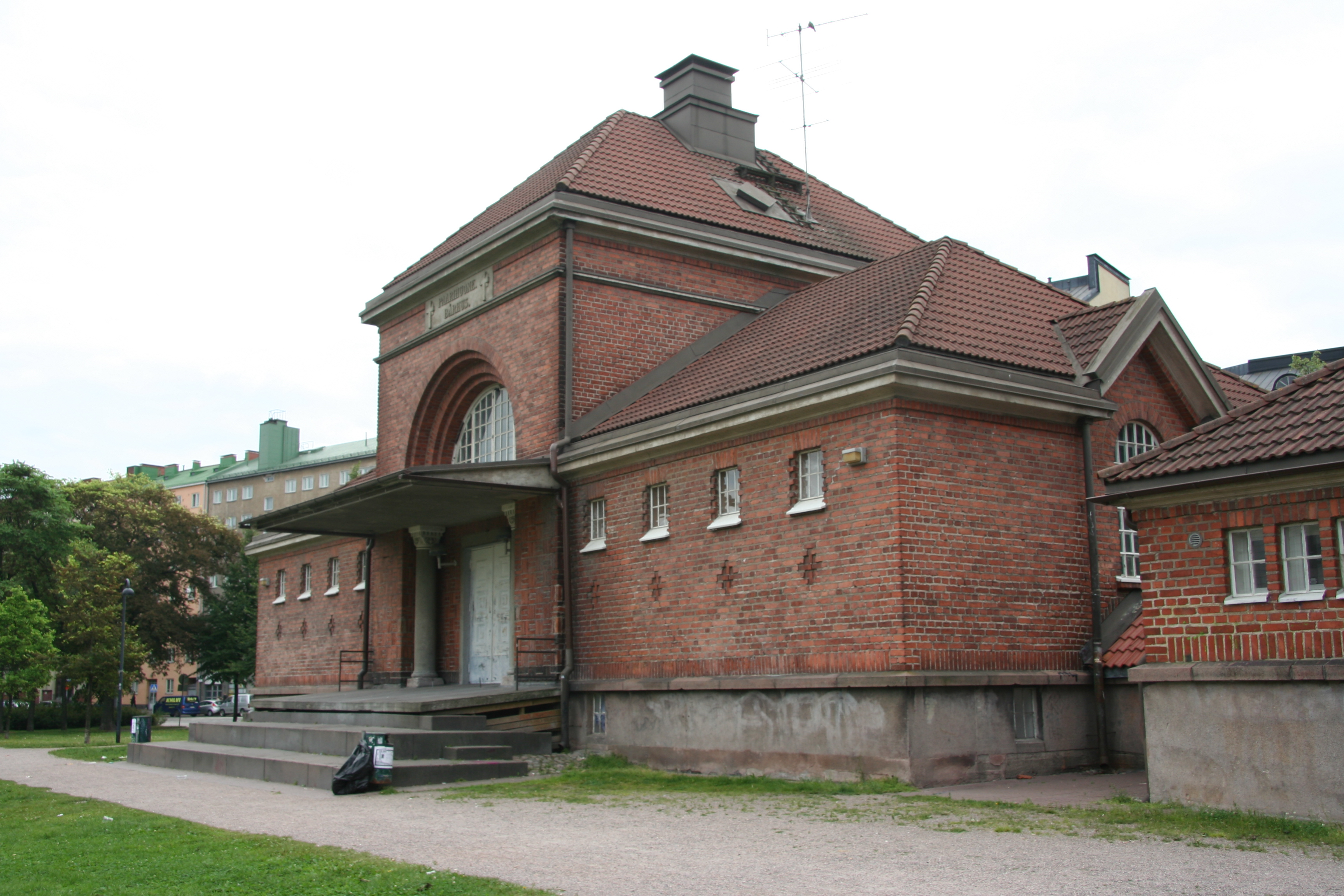
Bårhuset i Ås, Helsingfors

Albert Alexander Nyberg, född 18 oktober 1877 i Helsingfors, död där 3 oktober 1952, var en finländsk arkitekt. 
Efter examen från Polytekniska institutet i Helsingfors 1900 startade Nyberg en arkitektbyrå i Helsingfors 1901. Han ritade bland annat Ås bårhus vid Aleksis Kivis gata (1923), församlingshuset på Högbergsgatan 10, kapellet på Sandudds begravningsplats och Kokos Oy:s fabriksbyggnad (1911, numera Konstuniversitetets Teaterhögskola efter ombyggnad av Stefan Ahlman). Nyberg var ordförande för nödhjälpskommittén under en period på 1920-talet.